# Chepoix
Ne pas confondre avec Cepoy, dans le Loiret.
Chepoix (anciennement Chepoy ou Cepoy) est une commune française de Picardie, administrativement située dans le département de l'Oise et la région Hauts-de-France.
Ses habitants sont appelés les Chepoisiens et les Chepoisiennes.

## Géographie

### Description

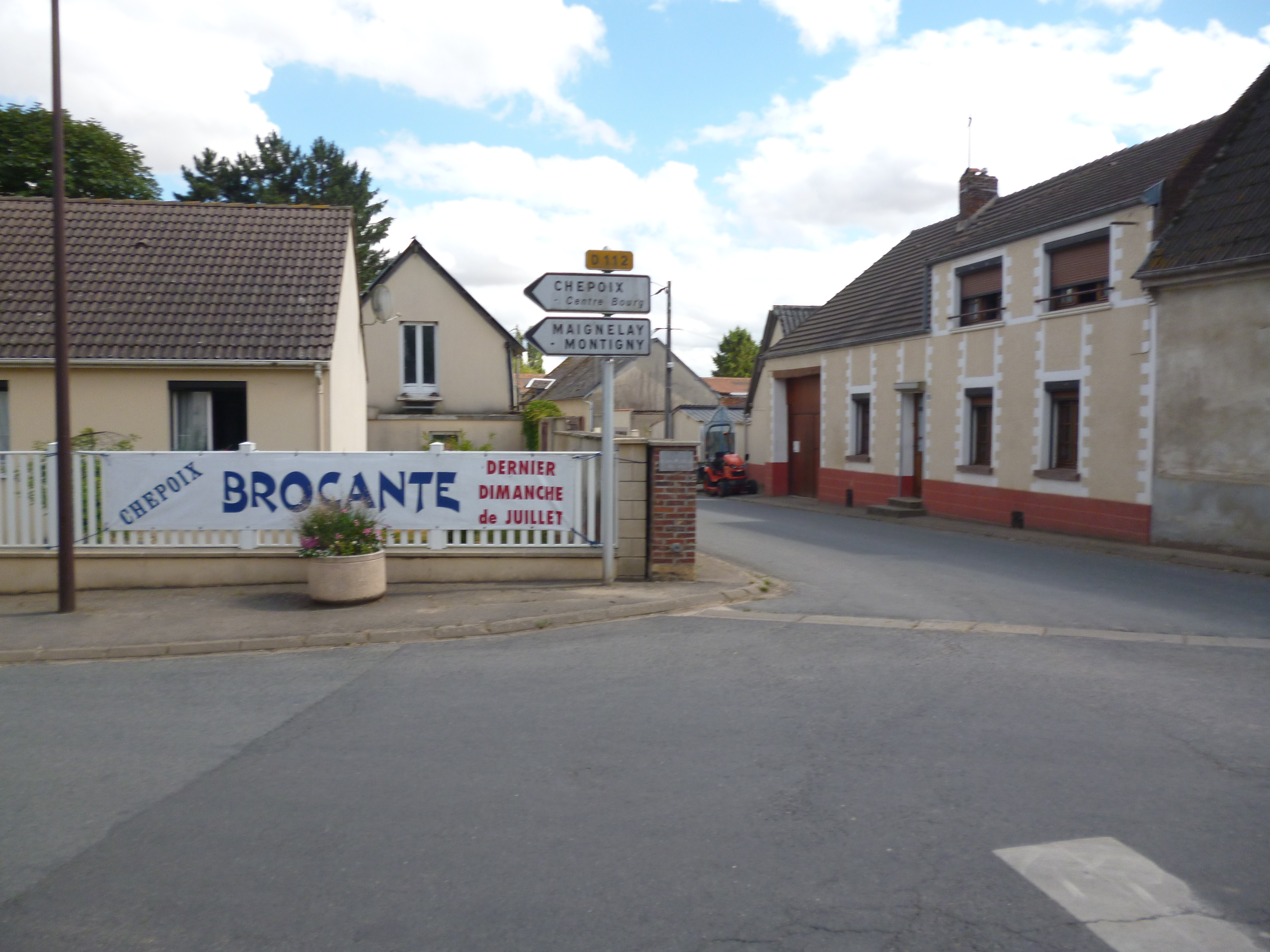
Paysage du village.

Chepoix est un village-rue agricole du Plateau picard. Situé à 29 km au nord-est de Beauvais, à 33 km au sud d'Amiens et à 40 km au nord-ouest de Soissons, il est aisément accessible par les anciennes routes nationales RN 30 (actuelle RD 930) et RN 16 (actuelle RD 916).
Le territoire communal constitue une vaste plaine traversée du sud au nord par un vallon ramifié qui descend vers la vallée de la Noye.

### Communes limitrophes
Les communes limitrophes sont  Ansauvillers, Bacouël, Beauvoir, Bonvillers, La Hérelle, Le Mesnil-Saint-Firmin, Mory-Montcrux, Plainville, Sérévillers et Tartigny.
| Tartigny   | Bacouël      | Le Mesnil-Saint-Firmin Plainville |
| Beauvoir   | Chepoix      | La Hérelle                        |
| Bonvillers | Ansauvillers | Mory-Montcrux                     |

### Hydrographie
La commune est située dans le bassin Artois-Picardie. Elle n'est drainée par aucun cours d'eau.

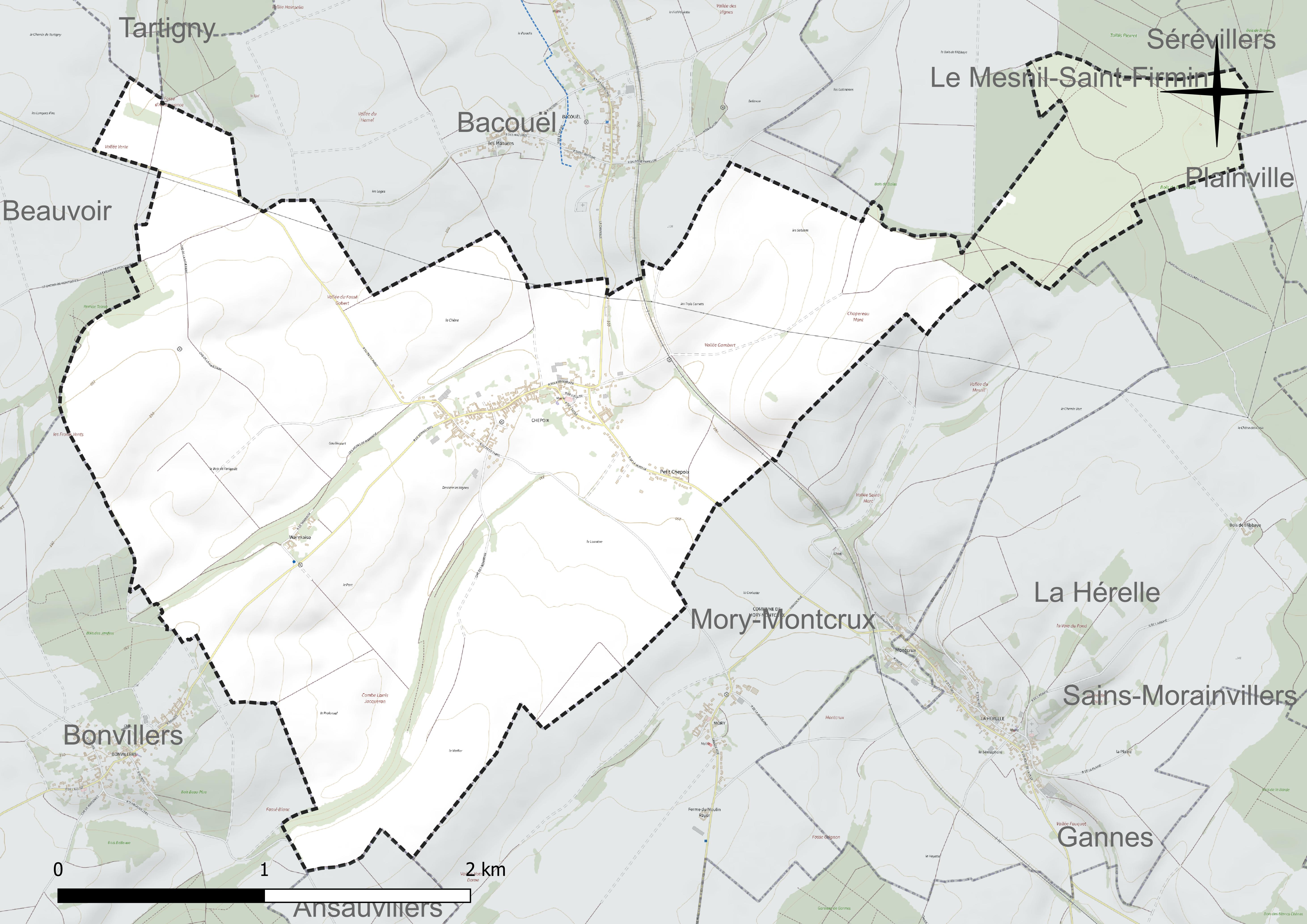
Réseau hydrographique de Chepoix.

### Climat
Pour des articles plus généraux, voir Climat des Hauts-de-France et Climat de l'Oise.
En 2010, le climat de la commune est de type climat océanique dégradé des plaines du Centre et du Nord, selon une étude du CNRS s'appuyant sur une série de données couvrant la période 1971-2000. En 2020, Météo-France publie une typologie des climats de la France métropolitaine dans laquelle la commune est exposée à un climat océanique et est dans la région climatique Nord-est du bassin Parisien, caractérisée par un ensoleillement médiocre, une pluviométrie moyenne régulièrement répartie au cours de l'année et un hiver froid (3 °C).
Pour la période 1971-2000, la température annuelle moyenne est de 10,4 °C, avec une amplitude thermique annuelle de 14,3 °C. Le cumul annuel moyen de précipitations est de 670 mm, avec 11,3 jours de précipitations en janvier et 8 jours en juillet. Pour la période 1991-2020, la température moyenne annuelle observée sur la station météorologique la plus proche, située sur la commune de Rouvroy-les-Merles à 5 km à vol d'oiseau, est de 10,7 °C et le cumul annuel moyen de précipitations est de 647,9 mm,. Pour l'avenir, les paramètres climatiques de la commune estimés pour 2050 selon différents scénarios d'émission de gaz à effet de serre sont consultables sur un site dédié publié par Météo-France en novembre 2022.
| Mois                                  | jan.           | fév.           | mars           | avril         | mai           | juin          | jui.           | août           | sep.          | oct.          | nov.             | déc.           | année      |
| ------------------------------------- | -------------- | -------------- | -------------- | ------------- | ------------- | ------------- | -------------- | -------------- | ------------- | ------------- | ---------------- | -------------- | ---------- |
| Température minimale moyenne (°C)     | 1,2            | 1,1            | 2,6            | 3,9           | 7,2           | 10            | 12             | 12             | 9,5           | 7,3           | 4,2              | 1,8            | 6,1        |
| Température moyenne (°C)              | 3,9            | 4,4            | 7              | 9,5           | 12,9          | 16            | 18,2           | 18,2           | 15,1          | 11,5          | 7,2              | 4,4            | 10,7       |
| Température maximale moyenne (°C)     | 6,6            | 7,7            | 11,5           | 15,2          | 18,6          | 21,9          | 24,5           | 24,5           | 20,6          | 15,6          | 10,3             | 7              | 15,3       |
| Record de froid (°C) date du record   | −18,6 07.01.09 | −12,9 07.02.12 | −11,5 13.03.13 | −6,6 07.04.21 | −3,2 03.05.21 | −2 05.06.1991 | 2,3 04.07.1990 | 2,1 08.08.1990 | −1,3 30.09.18 | −6,2 28.10.03 | −10,8 24.11.1998 | −17,2 18.12.10 | −18,6 2009 |
| Record de chaleur (°C) date du record | 15,2 27.01.03  | 20 24.02.1990  | 24,3 31.03.21  | 27,1 19.04.18 | 30,8 27.05.05 | 36,4 18.06.22 | 41,5 25.07.19  | 39,7 06.08.03  | 34,7 08.09.23 | 29,2 01.10.11 | 20,1 01.11.14    | 17 07.12.00    | 41,5 2019  |
| Précipitations (mm)                   | 52,4           | 42,9           | 46,1           | 43,2          | 57,4          | 54,2          | 59,7           | 58,1           | 49,1          | 57,8          | 57,2             | 69,8           | 647,9      |

## Urbanisme

### Typologie
Au 1er janvier 2024, Chepoix est catégorisée commune rurale à habitat dispersé, selon la nouvelle grille communale de densité à sept niveaux définie par l'Insee en 2022.
Elle est située hors unité urbaine et hors attraction des villes,.

### Occupation des sols

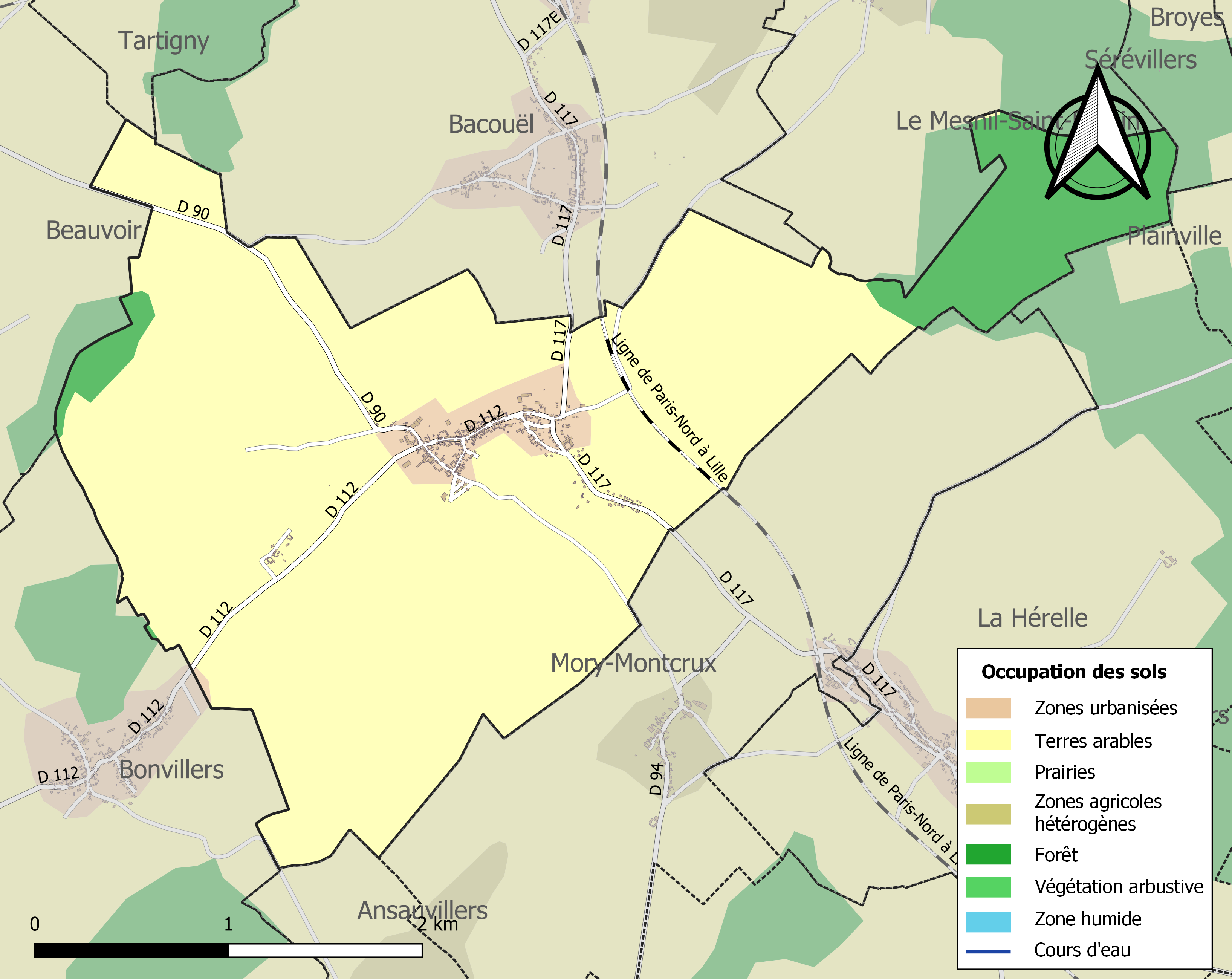
Carte des infrastructures et de l'occupation des sols de la commune en 2018 (CLC).

L'occupation des sols de la commune, telle qu'elle ressort de la base de données européenne d'occupation biophysique des sols Corine Land Cover (CLC), est marquée par l'importance des territoires agricoles (85 % en 2018), une proportion identique à celle de 1990 (85 %). La répartition détaillée en 2018 est la suivante : 
terres arables (85 %), forêts (11 %), zones urbanisées (4 %). L'évolution de l'occupation des sols de la commune et de ses infrastructures peut être observée sur les différentes représentations cartographiques du territoire : la carte de Cassini (XVIIIe siècle), la carte d'état-major (1820-1866) et les cartes ou photos aériennes de l'IGN pour la période actuelle (1950 à aujourd'hui).

### Lieux-dits, hameaux et écarts

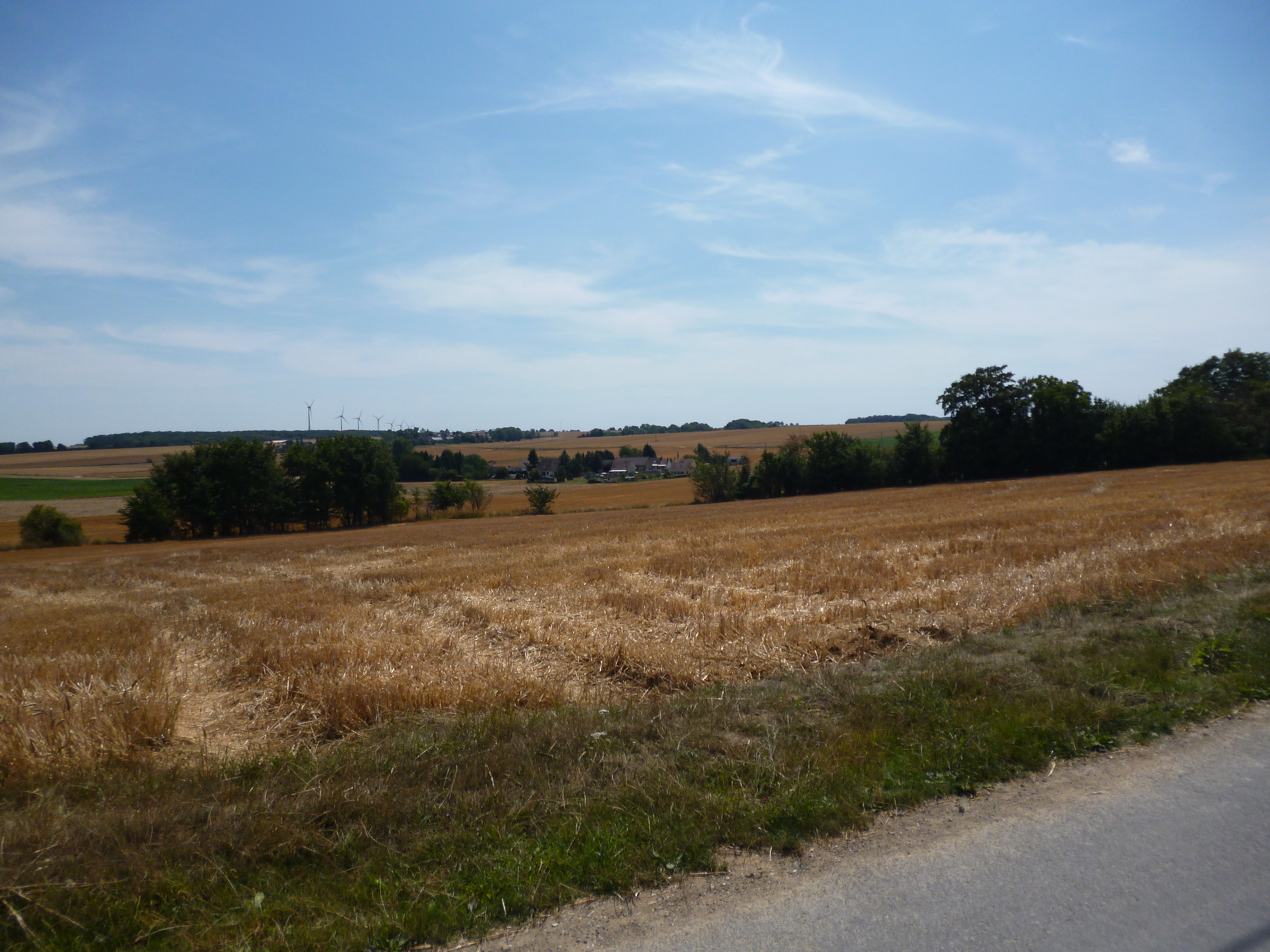
Vue sur le hameau de Petit-Chepoix.

La commune compte plusieurs hameaux :
- Warmaise, située sur la route de Bonvillers, est une dépendance de Chepoix.
- Petit Chepoix, situé au sud-est du village.

### Habitat et logement
En 2018, le nombre total de logements dans la commune était de 193, alors qu'il était de 185 en 2013 et de 165 en 2008.
Parmi ces logements, 82,9 % étaient des résidences principales, 5,2 % des résidences secondaires et 11,9 % des logements vacants. Ces logements étaient pour 96,9 % d'entre eux des maisons individuelles et pour 2,1 % des appartements.
Le tableau ci-dessous présente la typologie des logements à Chepoix en 2018 en comparaison avec celle de l'Oise et de la France entière. Une caractéristique marquante du parc de logements est ainsi une proportion de résidences secondaires et logements occasionnels (5,2 %) supérieure à celle du département (2,5 %) et à celle de la France entière (9,7 %). Concernant le statut d'occupation de ces logements, 86,9 % des habitants de la commune sont propriétaires de leur logement (86,9 % en 2013), contre 61,4 % pour l'Oise et 57,5 pour la France entière.
| Typologie                                               | Chepoix | Oise | France entière |
| ------------------------------------------------------- | ------- | ---- | -------------- |
| Résidences principales (en %)                           | 82,9    | 90,4 | 82,1           |
| Résidences secondaires et logements occasionnels (en %) | 5,2     | 2,5  | 9,7            |
| Logements vacants (en %)                                | 11,9    | 7,1  | 8,2            |

### Voies de communication et transports
La commune est traversée par la ligne de Paris-Nord à Lille, mais la gare la plus proche est celle de Breteuil-Embranchement, desservie par des trains TER Hauts-de-France, qui effectuent des missions entre les gares de Paris-Nord et Amiens.
La commune est desservie, en 2023, par les lignes 619, 624, 6103, 6122, 6140 et 6304 du réseau interurbain de l'Oise.

## Toponymie
La localité a été connue sous les noms de Sepoix , Chépoy , Chepois , Chepoi , Cepoix (Chepeyum en 1302, Cepoium en 1190, Chepcium en 1280, Cepeium. en 1165).
De l'ancien français sep, « haie ou palissade défensive ».

## Histoire

### Moyen Âge
Les sires de Chepoix eurent une importante forteresse au village pendant le Moyen Âge était en ruine en 1431 et a été détruite sur ordre de Charles VII, dont il ne reste malheureusement rien. Elle aurait été remplacée par un autre édifice au hameau de Warmaise, qui existait encore en 1862 et était flanqué de deux tours.
Au Moyen Âge toujours, la paroisse dépendait de la commanderie d'Ivry-le-Temple de l'ordre de Malte.
Selon Louis Graves, « Chepoix avait de l'importance au Moyen Âge. Philippe-le-bel exempta les habitons des subsides qu'il leva sur le royaume à son avènement au trône, à cause des terres dont il était possesseur sur leur territoire, en compagnie de religieux qu'on croit être des templiers ».
L'église médiévale est détruite pendant la Guerre de Cent Ans.

### Époque contemporaine
La commune de Bacouël a été détachée de celle de  Chepoix par une loi du 19 juin 1865.

## Politique et administration

### Rattachements administratifs et électoraux
La commune se trouve dans l'arrondissement de Clermont du département de l'Oise. Pour l'élection des députés, elle fait partie de la première circonscription de l'Oise.
Elle faisait partie depuis 1801 du canton de Breteuil. Dans le cadre du redécoupage cantonal de 2014 en France, la commune rejoint le canton de Saint-Just-en-Chaussée.

### Intercommunalité
La commune faisait partie de la communauté de communes des Vallées de la Brèche et de la Noye créée fin 1992.
Dans le cadre des dispositions de la loi portant nouvelle organisation territoriale de la République (Loi NOTRe) du 7 août 2015, qui prévoit que les établissements publics de coopération intercommunale (EPCI) à fiscalité propre doivent avoir un minimum de 15 000 habitants, le préfet de l'Oise a publié en octobre 2015 un projet de nouveau schéma départemental de coopération intercommunale, qui prévoit la fusion de plusieurs intercommunalités, et notamment celle de Crèvecœur-le-Grand (CCC) et celle des Vallées de la Brèche et de la Noye (CCVBN), soit une intercommunalité de 61 communes pour une population totale de 27 196 habitants.
Après avis favorable de la majorité des conseils communautaires et municipaux concernés, cette intercommunalité dénommée communauté de communes de l'Oise picarde et dont la commune est désormais membre, est créée au 1er janvier 2017.

### Liste des maires
| Période                                  | Période                       | Identité            | Étiquette | Qualité |
| ---------------------------------------- | ----------------------------- | ------------------- | --------- | --- |
| Les données manquantes sont à compléter. |                               |                     |           | |
|                                          |                               |                     |           | |
| avant 1981                               | mars 2008                     | Alain Fauqueux      | DVD       | |
| mars 2008                                | avril 2014                    | M. Dominique Boutin |           | Médecin |
| avril 2014                               | En cours (au 2 décembre 2021) | Jacques Taveau      |           | Chef d'entreprise retraité Vice-président de la CC de l'Oise Picarde (2020 → ) Président du PETR du Grand Beauvaisis (2020 → ) Réélu pour le mandatr 2020-2026, |

## Population et société

### Démographie

#### Évolution démographique
L'évolution du nombre d'habitants est connue à travers les recensements de la population effectués dans la commune depuis 1793. Pour les communes de moins de 10 000 habitants, une enquête de recensement portant sur toute la population est réalisée tous les cinq ans, les populations de référence des années intermédiaires étant quant à elles estimées par interpolation ou extrapolation. Pour la commune, le premier recensement exhaustif entrant dans le cadre du nouveau dispositif a été réalisé en 2008.

En 2022, la commune comptait 457 habitants, en évolution de +9,86 % par rapport à 2016 (Oise : +0,87 %, France hors Mayotte : +2,11 %).
| 1793 | 1800 | 1806 | 1821 | 1831 | 1836 | 1841 | 1846 | 1851 |
| ---- | ---- | ---- | ---- | ---- | ---- | ---- | ---- | ---- |
| 831  | 847  | 928  | 859  | 907  | 900  | 904  | 957  | 986  |

| 1856 | 1861  | 1866 | 1872 | 1876 | 1881 | 1886 | 1891 | 1896 |
| ---- | ----- | ---- | ---- | ---- | ---- | ---- | ---- | ---- |
| 985  | 1 014 | 966  | 448  | 448  | 411  | 418  | 409  | 433  |

| 1901 | 1906 | 1911 | 1921 | 1926 | 1931 | 1936 | 1946 | 1954 |
| ---- | ---- | ---- | ---- | ---- | ---- | ---- | ---- | ---- |
| 417  | 401  | 384  | 411  | 341  | 335  | 328  | 330  | 359  |

| 1962 | 1968 | 1975 | 1982 | 1990 | 1999 | 2006 | 2008 | 2013 |
| ---- | ---- | ---- | ---- | ---- | ---- | ---- | ---- | ---- |
| 327  | 287  | 259  | 271  | 297  | 302  | 357  | 373  | 395  |

| 2018 | 2022 | - | - | - | - | - | - | - |
| ---- | ---- | - | - | - | - | - | - | - |
| 447  | 457  | - | - | - | - | - | - | - |

La baisse de la population constatée en 1866 est liée à la création de Bacouël, détachée de Chepoix en 1865.

#### Pyramide des âges
La population de la commune est relativement jeune.
En 2018, le taux de personnes d'un âge inférieur à 30 ans s'élève à 41,4 %, soit au-dessus de la moyenne départementale (37,3 %). À l'inverse, le taux de personnes d'âge supérieur à 60 ans est de 21,5 % la même année, alors qu'il est de 22,8 % au niveau départemental.
En 2018, la commune comptait 218 hommes pour 229 femmes, soit un taux de 51,23 % de femmes, légèrement supérieur au taux départemental (51,11 %).
Les pyramides des âges de la commune et du département s'établissent comme suit.
| Hommes | Classe d’âge | Femmes |
| ------ | ------------ | ------ |
| 0,0    | 90 ou +      | 0,9    |
| 6,9    | 75-89 ans    | 5,7    |
| 13,3   | 60-74 ans    | 16,2   |
| 13,3   | 45-59 ans    | 10,0   |
| 23,9   | 30-44 ans    | 27,1   |
| 16,1   | 15-29 ans    | 12,7   |
| 26,6   | 0-14 ans     | 27,5   |

| Hommes | Classe d’âge | Femmes |
| ------ | ------------ | ------ |
| 0,5    | 90 ou +      | 1,4    |
| 5,5    | 75-89 ans    | 7,6    |
| 15,6   | 60-74 ans    | 16,3   |
| 20,8   | 45-59 ans    | 20     |
| 19,4   | 30-44 ans    | 19,4   |
| 17,6   | 15-29 ans    | 16,2   |
| 20,6   | 0-14 ans     | 19,1   |

### Manifestations culturelles et festivités
Chepoix est réputée pour ses illuminations et les décorations de ses maisons lors de la période de noël,.

## Culture locale et patrimoine

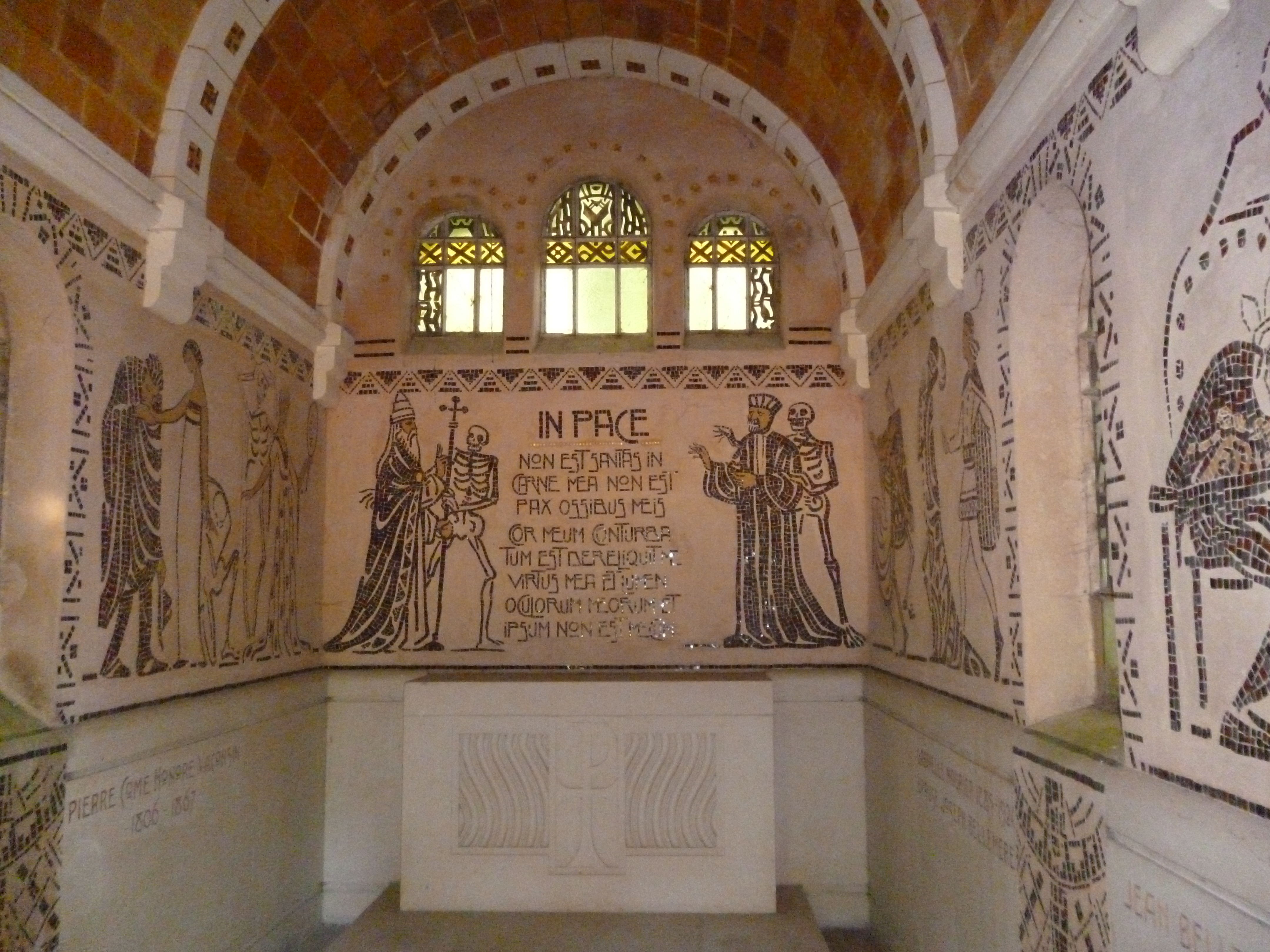
Intérieur de la chapelle funéraire de la famille Joseph Bellemère.

### Lieux et monuments
- Chapelle funéraire de la famille Joseph Bellemère : construite de la deuxième moitié du XXe siècle dans l'art contemporain de l'époque, elle fut réalisée par Gérard Ansart (mosaïste) et Pierre Ansart (architecte, décorateur). Elle est classée monument historique depuis 2011[35].

- Église Saint-Léger, du XVIe siècle : L'édifice appartenait à l'ordre de Malte. Le clocher à flèche date du XVIe siècle. Au-dessus du portail, dans une niche, se trouve une statue de saint Léger mitré, crossé, tenant une palme. 
À l'intérieur, retable de la Vierge à l'Enfant, chaire datant de 1739 et vitrail du début du XVe siècle représentant une pietà. On trouve également un ensemble de deux statues de saint Léger et de saint Jean-Baptiste. Les verrières et ces statues sont classées monuments historiques[36],[16].
Une statue en pierre polychrome représentant une pieta a été retrouvée le 25 octobre 2018, dissimulée sous l'autel de la Vierge et  cachée sous un tas de gravats depuis plus de 200 ans. Elle a été déposée au  musée de Vendeuil-Caply[37],[38].
- Croix de chemin, au hameau de Warmaise.

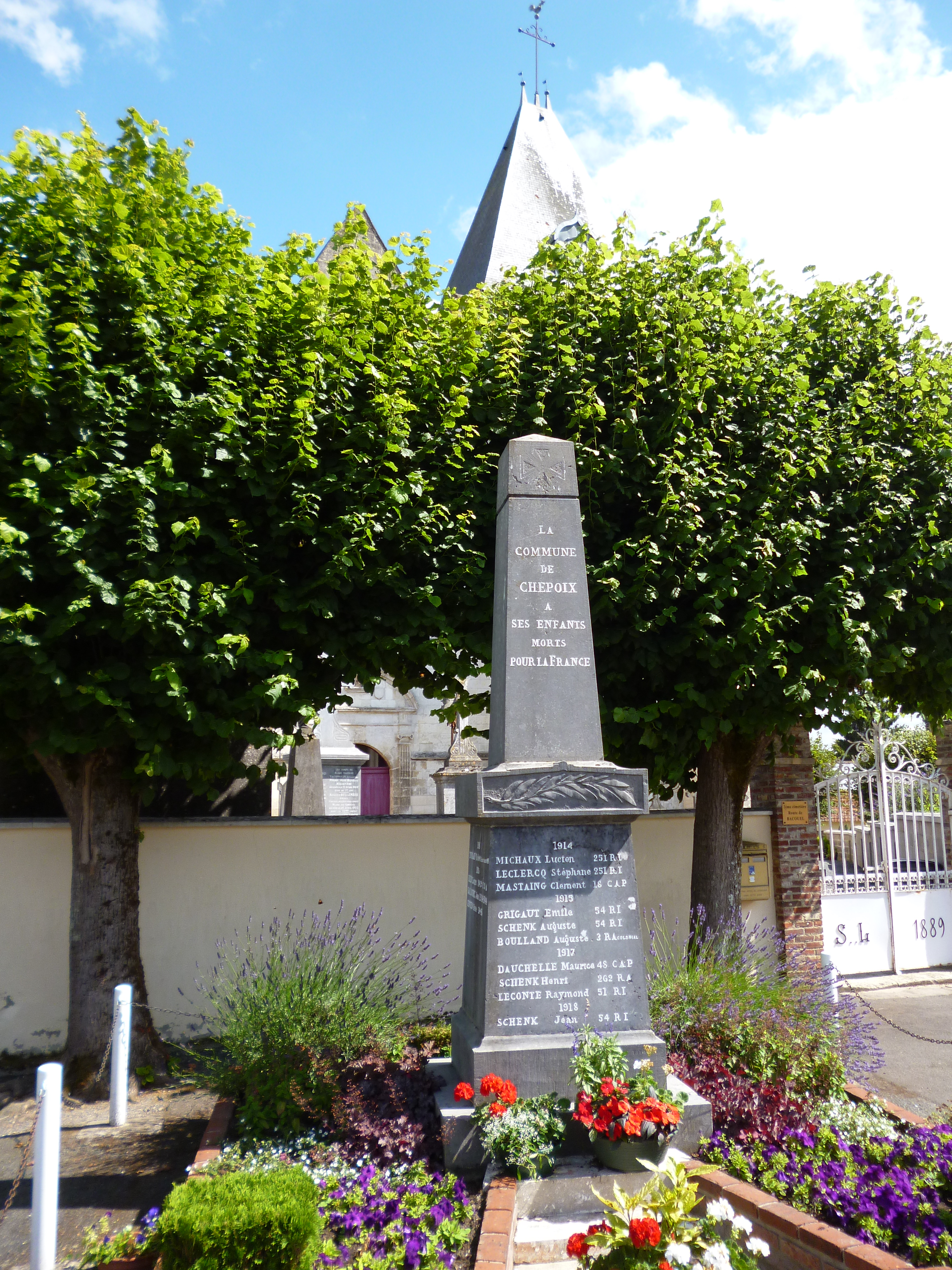
Monument aux morts.
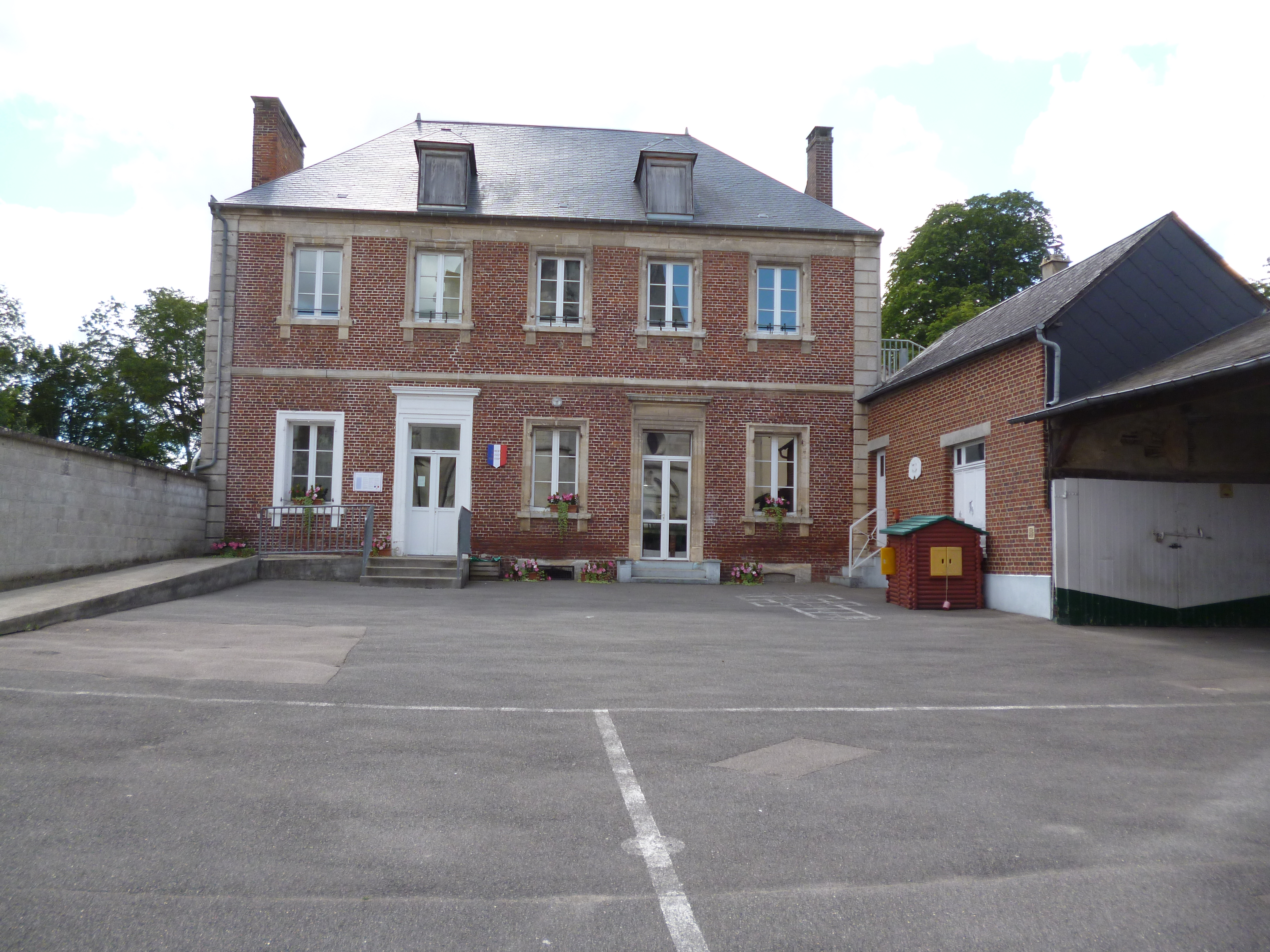
L'école de la commune.
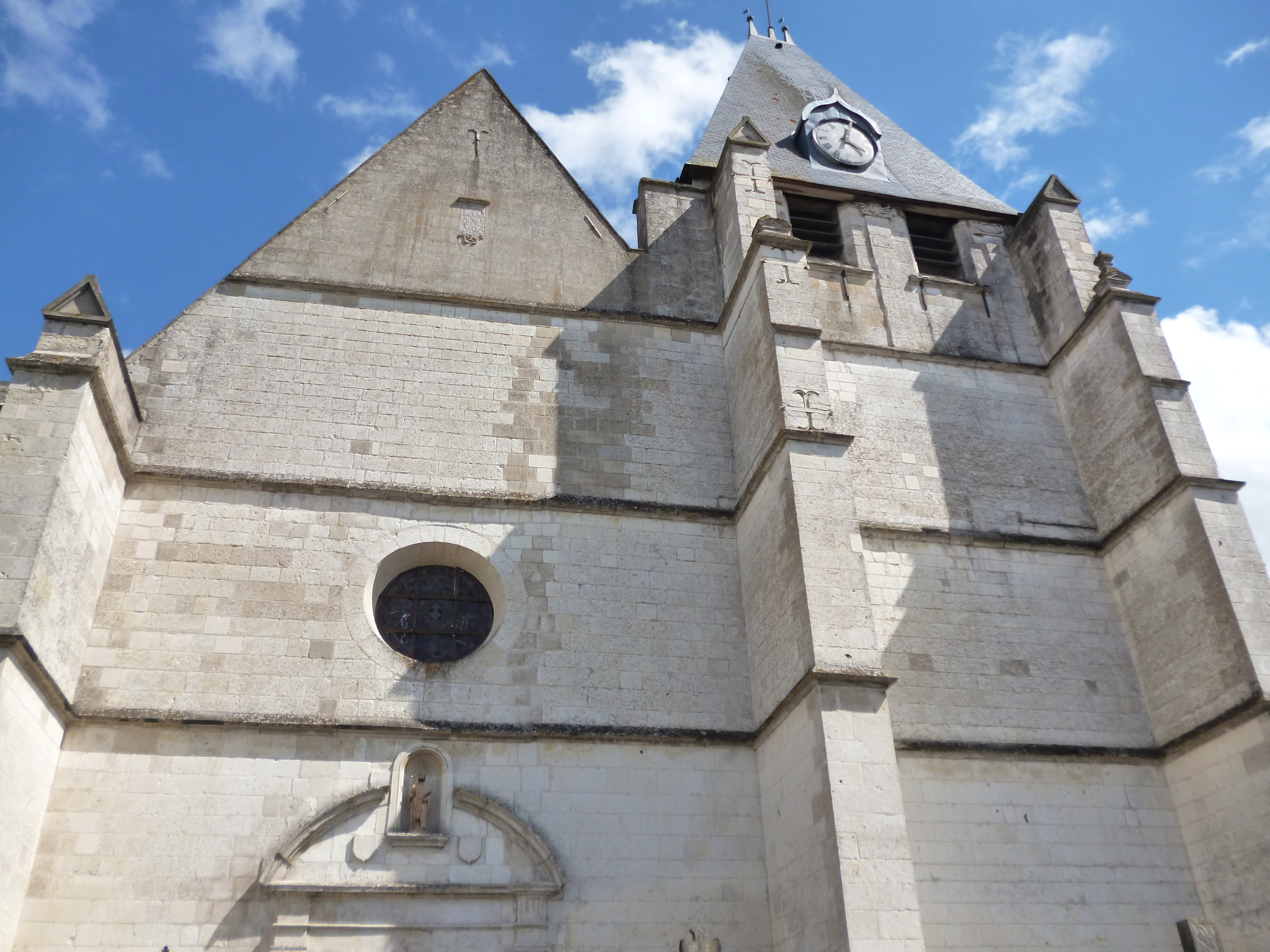
L'église Saint-Léger.
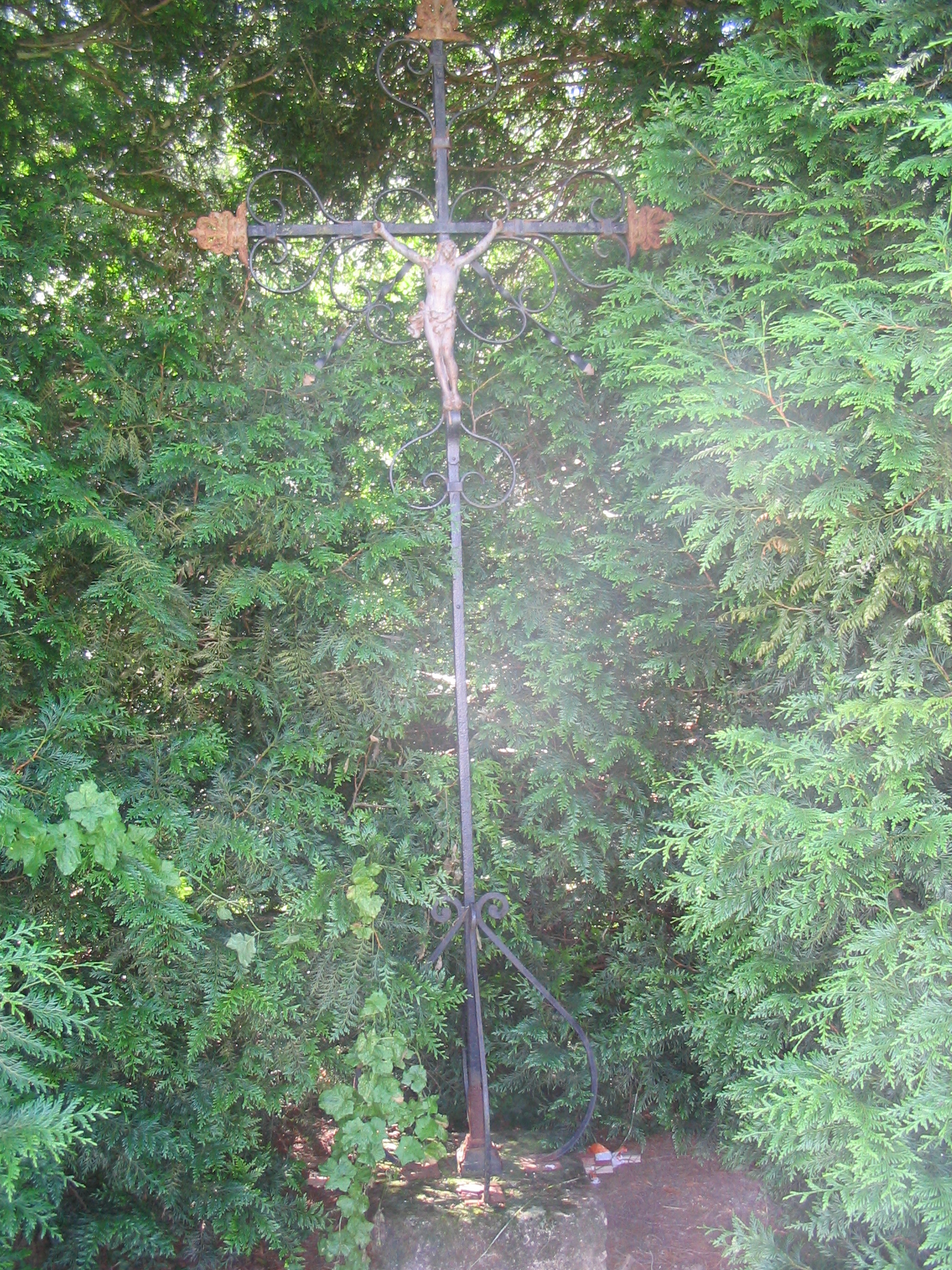
Calvaire situé sur le bord de la D 90.
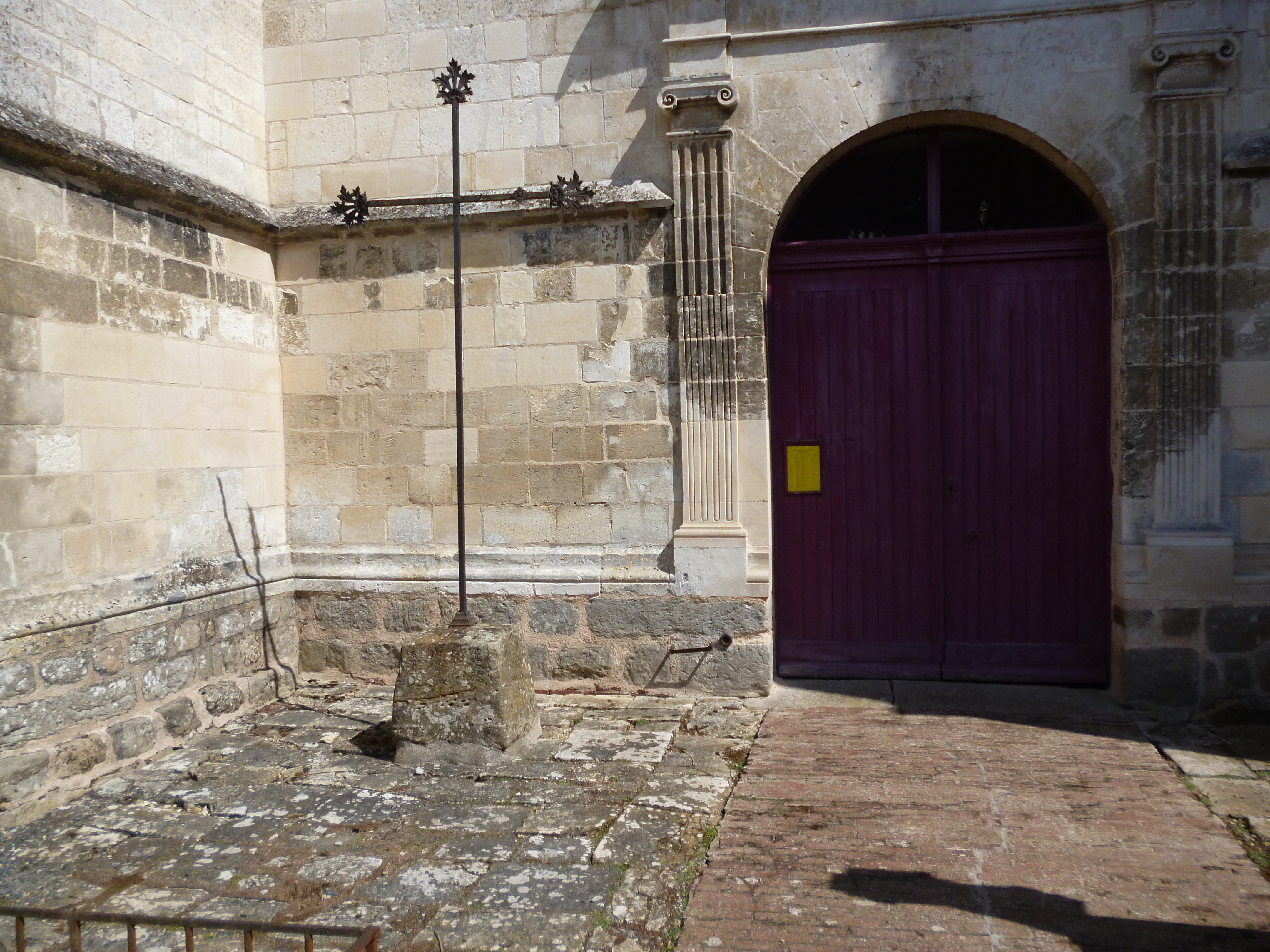
L'église Saint-Léger, avec une croix et un repère de nivellement.
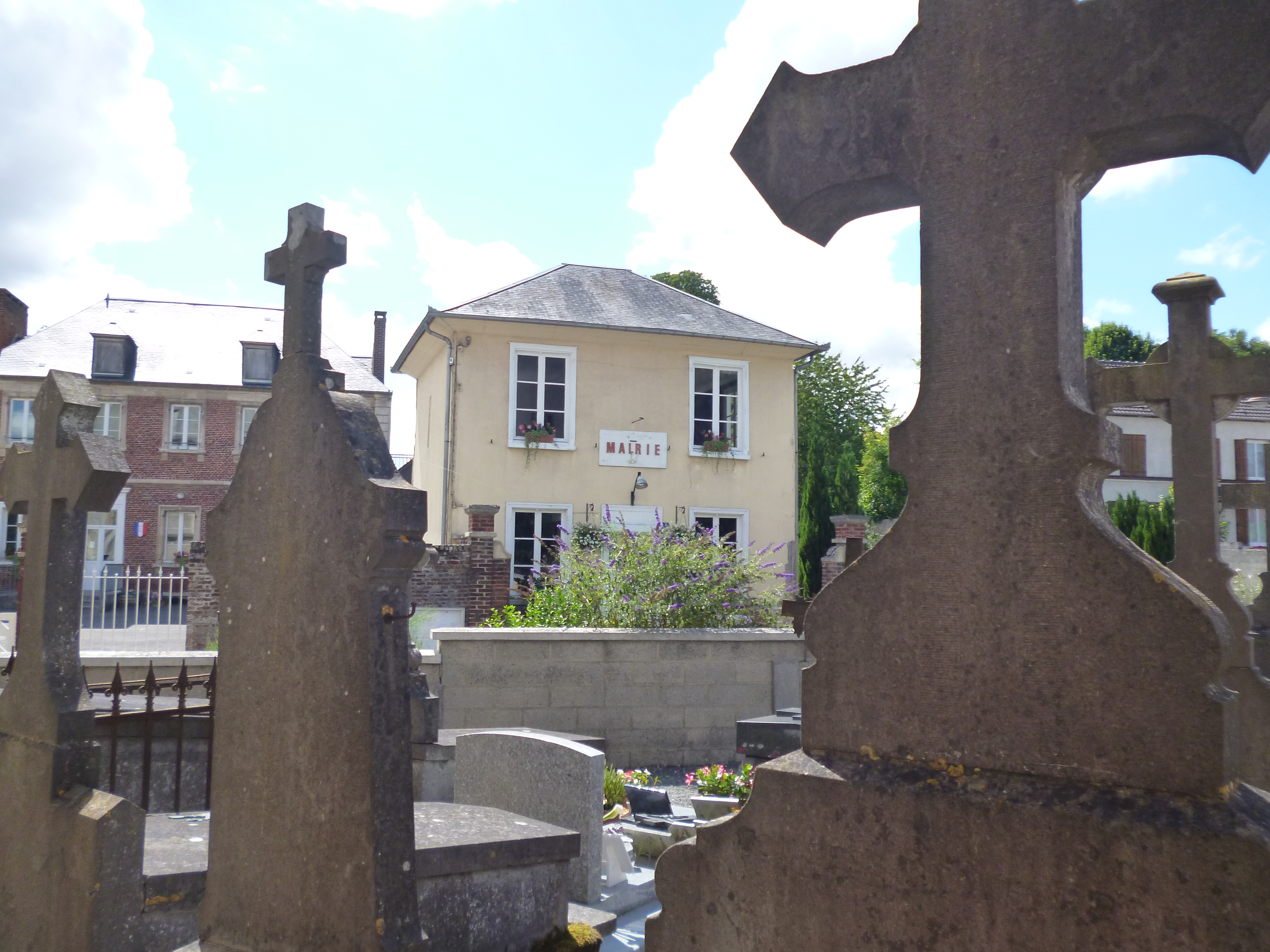
Le cimetière proche de l'église, avec la mairie en fond.
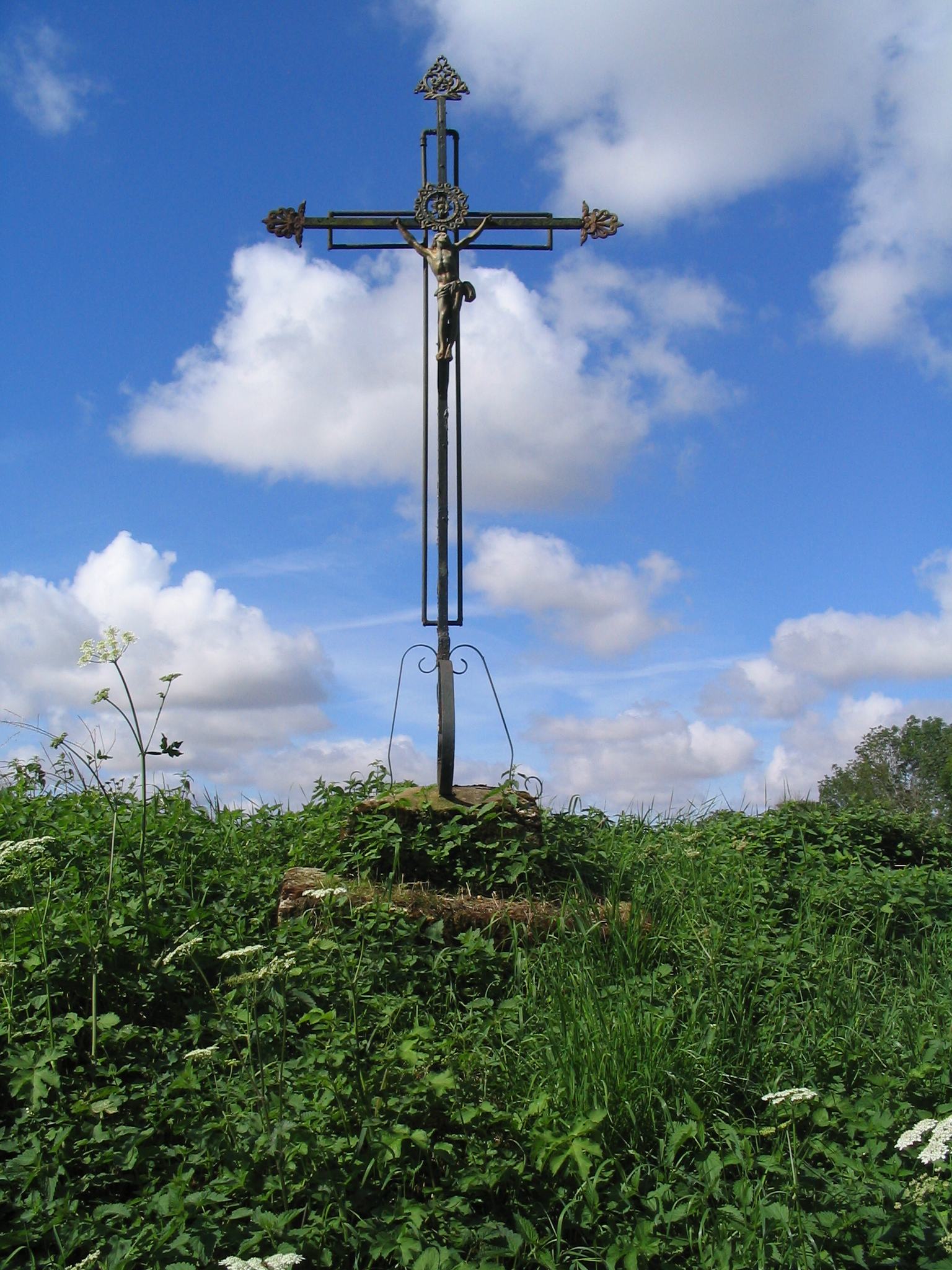
Calvaire situé sur le hameau de Warmaise.
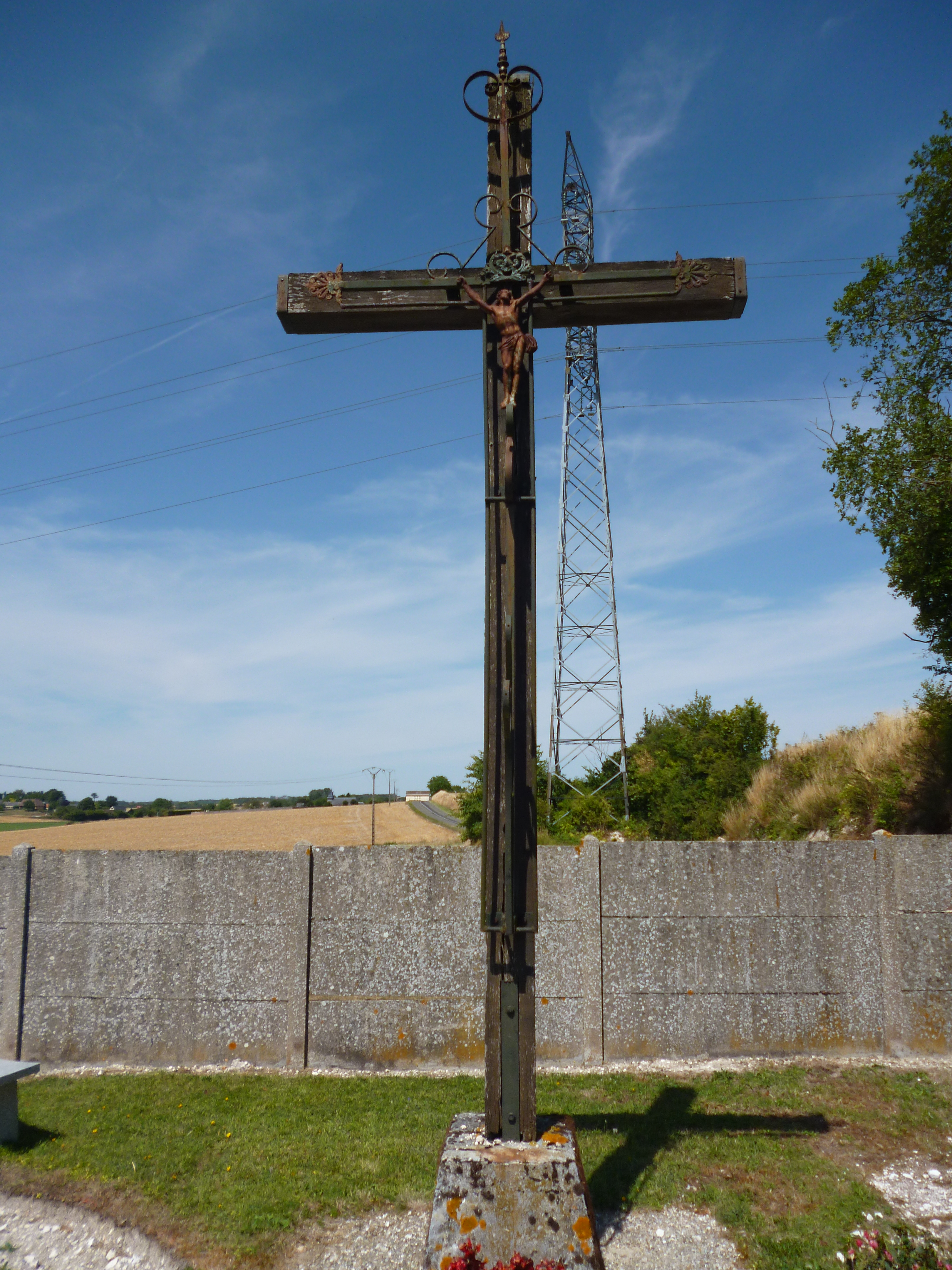
Calvaire situé dans le cimetière.
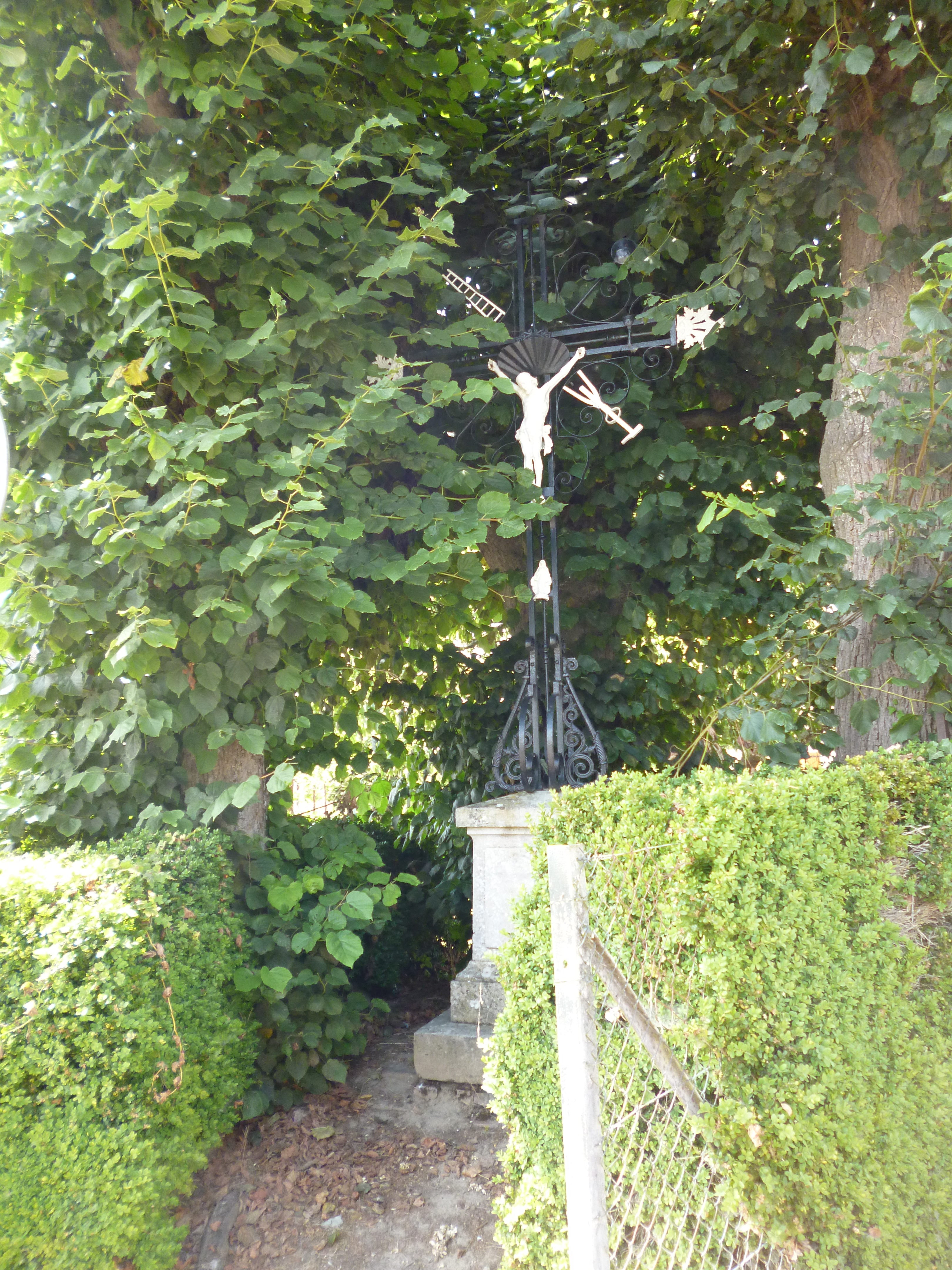
Calvaire situé à l'intersection des rues de La Hérelle et de l'École.

### Personnalités liées à la commune
La famille de Chepoix, d'ancienne chevalerie (souvent dite de Sépoix), originaire du Santerre, eut des alliances avec les Coucy, Lannoy, Ongnies, Renty, Rubempré, Saveuse, etc. :
- Thibaut, sire de Chepoix, nommé en 1304 grand-maître des arbalétriers de France[39], l'un des grands capitaine du règne de Philippe le Bel, s'est illustré dans plusieurs batailles, tant dans la guerre de Guyenne que dans la guerre de Flandre[40]. Il remplit la charge d'amiral de la mer dans une expédition en Grèce en 1308[40] (montée par Philippe le Bel et son frère Charles de Valois en vue de reconquérir l'empire de Constantinople, auquel Charles prétendait depuis son union en 1302 avec Catherine de Courtenay) et recevait en cette qualité trente sols par jour d'émoluments. Si sa mission échoua, il rapporta de Venise une copie du Livre de Marco Polo mise en bon français et corrigée par l'auteur, que son fils Jean diffusa en France.

- Jean Ier acquit vers 1311 Crouy et Houssoy de Charles de Valois.
- Jean II de Chepoix commanda les galères que Philippe de Valois envoya contre les Turcs en 1334[41].

- Louis de Chepoix mourut lors de la bataille d'Azincourt[42].

- Charles de Chepoix devint chambellan de Louis XII.
- Méry de Chepoix fut fait chevalier par François I à la bataille de Marignan. Il mourut vice-amiral de Bretagne.

Cette illustre maison s'éteignit par la mort de Robert de Chepoix, gouverneur de Saint-Quentin et bailli du Valois, à la fin du XVIe siècle.
Les Boulainvilliers, dont Perceval et Henri, furent aussi seigneurs de Chepoix.

### Héraldique
| Blason de Chepoix | Blason  | D'or, à cinq châteaux maçonnés de sable. les tourelles et portails de gueules, 2, 2 et 1.                                                                                     |
| Blason de Chepoix | Détails | Le blason du village de Chepoix, visible sur la tour du clocher de l'église Saint-Léger, est celui de la famille de Chepoix. Le statut officiel du blason reste à déterminer. |

## Pour approfondir